# Nova palača Bayreuth
Nova palača Bayreuth se je začela graditi leta 1753 po požaru januarja 1753, ki je v veliki meri uničil prejšnjo rezidenco - zdaj znano kot Stara palača. Do leta 1758 je bila v bistvu dokončana. Leta 1604 je Bayreuth namesto Kulmbacha postal rezidenčno mesto kneževine Bayreuth.

## Zgodovina gradnje

### Glavna stavba
Stavba je bila zgrajena v času vladavine mejnega grofovskega para Friderika III. in Wilhelmine Pruske. Ker je bila gradnja operne hiše in Nove palače v Ermitažu že stala veliko denarja, se je dvorni arhitekt Joseph Saint-Pierre znašel pred nehvaležno nalogo, da čim hitreje in z najbolj ekonomičnimi sredstvi zgradi novo rezidenco. Bližina Hofgartna je bila verjetno odločilni dejavnik pri izbiri lokacije na »Rennbahn«, s pomanjkljivostjo, da je bilo treba v načrtovanje vključiti pet tamkajšnjih obstoječih stavb - vključno z napol dokončano stavbo reformirane cerkve.
V strukturo palače je bilo zato vključenih več že obstoječih ali gradbenih objektov. Srednji trakt z vhodom, stopniščem in plesno dvorano je nastal s predelavo lupine reformirane cerkve. Nastale nenavadnosti v objektu se kažejo predvsem v očitno zazidanih vhodih in ponekod premaknjenih strešnih konstrukcijah (vidnih le iz parka). Wilhelmina je veliko sodelovala pri načrtovanju Nove palače, kar je razvidno iz živahne korespondence z njenim bratom Friderikom II. Pruskim. Vendar naj ne bi imel visokega mnenja o stavbi. Wilhelmina je umrla leta 1758, v letu, ko je bila dokončana.
Nova palača je skupaj z drugimi stavbami primer tako imenovanega Bayreuthskega rokokoja. Čeprav se Nova palača po velikosti in karizmi ne more kosati z na primer Würzburško rezidenco, je še vedno eno glavnih del nemške arhitekture 18. stoletja. Zmedeno združevanje sob v severnem krilu je izražalo Wilhelminino muhasto željo, da bi prebila strogo dvorno hierarhijo stanovanj in jih razpršila v niz otoku podobnih sob. Sama je med drugim oblikovala Spiegelscherbenkabinett in Alte Musikzimmer.
Prostori so izjemno ohranjeni v prvotnem stanju, vključno s štukaturami, stenskimi oblogami, parketom, vrati itd.; oprema in poslikave so deloma originalne, deloma pa naknadno dodane. Poudarki so razkošna plesna dvorana, ki je opremljena z najfinejšimi zlatimi štukaturami in je opremljena s suvereno pilastrsko strukturo in tako imenovano Palmovo sobo (morda sejna soba za prostozidarsko ložo) v moškem krilu gradu. V kabinetu z ogledali so namesto simetričnih ogledal na strop in stene postavili zrcalne kose nepravilnih oblik. Na stenah tako imenovanih Spalierzimmer prostorov je uporabljen dvignjen štuk, ki daje vtis rešetkastega ogrodja z zelo naturalističnimi rastlinami. V glasbeni sobi so portreti igralcev, pevcev in instrumentalistov, ki so delovali na dvoru. Slikovni program v stanovanjih mejnega para priča o občutljivem diplomatskem tehtanju frankovskih Hohenzollernov v vojnah pruskega kralja Friderika II. proti Mariji Tereziji in [[Franc I. Štefan Lotarinški|Francu I. Štefanu]g, v katerem je mejnemu grofu uspelo ohraniti nevtralnost in se izogniti vojnim zapletom. Wilhelminina predsoba je opremljena s portreti njenega pruskega družinskega kroga, v predsobi mejne grofje visi slika habsburško-lotarinškega cesarskega para.

### Italijanska stavba
»Italijanska stavba« je bila zgrajena po letu 1759 za drugo ženo mejnega grofa, Sophie Caroline Marie iz Braunschweig-Wolfenbüttela, kot samostojna stavba južno od gradu in šele kasneje s povezovalnim traktom strukturno povezana z Novo palačo. Arhitekt je bil Rudolf Heinrich Richter, ki je za razliko od Saint-Pierra dovolil, da se formalni sijaj notranjega okrasja, ki ga je ustvaril Giovanni Battista Pedrozzi, prelije na zunanje stene. Mlademu Carlu von Gontardu je z diskretno štrlečo vezno povezavo z okroglim balkonom uspelo združiti dve bistveno različni stavbi.
V začetku 1990-ih so prenovili fasade italijanske stavbe in preuredili dvoriščni del.

### Konstrukcija kuhinje
Severno od glavne stavbe, čez Glasenappweg, je nekdanja kuhinjska stavba, enonadstropna hiša s štirikapno streho. Od leta 1867 do 1908 je bila tam dekliška gimnazija,  kasneje občinska pomožna šola. Ob ustanovitvi 1. oktobra 1920 se je občinska gospodarska šola preselila v stavbo, ki ji jo je dala Bavarska deželna posest. Čeprav je bila lokacija odobrena le kot začasna ureditev, je poslovna šola ostala do leta 1938. Danes vodi nakupovalna arkada skozi stavbo do Richard-Wagner-Straße.

### Več zgradb
Potem ko je pogorel gledališki oder v veliki dvorani Starega gradu, so sočasno z Novim gradom zgradili »Hišo komedije«. V nasprotju z že dokončano Operno hišo je bila zgrajena v neposredni bližini Nove palače na robu Hofgartna. Deli nedokončane reformirane cerkve so bili uporabljeni za fasado iz peščenjaka, katere lupina je morala dati prostor Novi palači. Lesen povezovalni prehod je obiskovalcem omogočal, da so z gradu na predstave prišli s suhimi nogami, tudi ko je deževalo.
Gledališče so odprli 24. januarja 1754, na rojstni dan Wilhelmininega brata Fridrika II. Že po osmih letih ga je nadomestilo majhno gledališče, ki je bilo vključeno v grofovsko jahalnico. Komedijo, ki je bila verjetno zgrajena pretežno v leseni konstrukciji, so porušili zaradi nevarnosti požara. Ohranjena je bila kamnita fasada z dvojimi vrati na Ludwigstrasse. Ena od vrat zdaj omogočajo dostop do dvorišča »Štorkljeve hiše«, druga pa vodijo na dvorni vrt. Na vsaki strani teh vrat je okno, od katerih je vzhodno od takrat prazno odprtino.

## Kasnejši prebivalci in uporabniki
Friderik Viljem II. je leta 1792 Friderika Evgena von Württemberga imenoval za generalnega guvernerja Ansbach-Bayreuth. Bodoči vojvoda se je novembra istega leta z družino in »precej velikim dvorom« preselil v Novo palačo. Potem ko ga je pruski kralj 6. maja 1795 imenoval za feldmaršala, je še isti mesec zapustil mesto; njegova žena Friderika Doroteja Sofija, ki je zdaj pridobila grad Fantaisie v bližnjem Donndorfu, mu je sledila 9. junija.
Leta 1799 se je v severnem traktu gradu rodil Heinrich von Gagern, ki je leta 1848 postal predsednik prve nemške državne skupščine v frankfurtski Paulskirche v Frankfurtu. Njegov oče je bil tajni svetovalec princa Nassau-Weilburga, ki je od leta 1796 do 1800 na povabilo pruskega kralja živel v azilu na dvoru v Bayreuthu.
V desnem traktu gradu je s soglasjem pruskega kralja od 11. septembra 1800 do 12. aprila 1801 s svojo družino živel tudi kasnejši bavarski kralj Maksimilijan I. Jožef, volilni knez Maksimilijan IV. Pfalško-Zweibrücken. Ko so Francozi leta 1800 zasedli München, je kraljeva družina odšla v izgnanstvo. V München se je vrnila šele po miru v Lunévillu in umiku Francozov z Bavarske.
Pruski kraljevi par Fridrik Viljem III. in Luise von Mecklenburg-Strelitz sta živela v Novi palači junija 1799 in na drugem obisku v Bayreuthu leta 1805. 29. junija 1807 je bil v Novi palači koncert z 20-letnim pianistom Carlom Mario von Webrom.
Napoleon Bonaparte je v Novi palači preživel noč s 15. na 16. maj 1812. V grozi naj bi izrekel »Ce maudit château!« (Ta prekleti grad!), potem ko se mu je ponoči tam prikazal duh »Bele dame iz Himmelkrona«. Ustrezne pripomočke, kot so verige, ropotulje in bela obleka, so pozneje našli v graščakovi zapuščini. Ta dogodek omenja Theodor Fontane v romanu Effi Briest, vendar je dogodek prestavil na grad v Ermitažu.
Med prvo svetovno vojno je bila Nova palača vojaška bolnišnica. Tamkajšnje ranjence je julija 1915 obiskala bavarska kraljica Marija Terezija.

## Muzeji in razstave
- Mejne grofovske državne sobe
- V treh prostorih v pritličju južnega trakta - v 18. stoletju so služili kot galerija slik - je po obsežni prenovi od avgusta 2007 nastanjena podružnična galerija Bavarske državne slikarske zbirke. Vsebuje 80 del nizozemskega in nemškega slikarstva s konca 17. in 18. stoletja. Ena od treh sob je posvečena münchenskemu dvornemu slikarju Petru Jakobu Horemansu, ki se je rodil v Antwerpnu.
- Arheološki muzej Zgodovinskega združenja za Zgornjo Frankovsko v delih pritličja in zgornjih nadstropij italijanske stavbe
- Zbirka “Galant Miniatures” (zbirka Lör)
- Muzej “Bayreuth of Wilhelmine” (prost vstop)
- Zbirka fajanse Bayreuth (prost vstop)

Na pobudo Eve Wagner-Pasquier so julija 1969 v Novi palači odprli razstavo z ilustracijami Salvadorja Dalíja za opero Tristan in Izolda Richarda Wagnerja. »Poznam samo tri genije: Salvadorja Dalíja, Richarda Wagnerja in – tretjega sem pozabil«, je nekoč rekel Dalí.

## Dvorni park
Vzhodno od Nove palače je Hofgarten - dvorni park. Tam je že leta 1580 obstajal kuhinjski vrt, ki so ga kasneje preuredili v vrt za uživanje.
Leta 1679 je bil zgrajen tako imenovani Mailbahn, raven hrastov drevored v smeri vzhod-zahod. Tvorila je os simetrije parka in se je začela na zahodni strani z veličastnimi vrati, ki so bila leta 1744 porušena zaradi načrtovane gradnje reformirane cerkve. Ker so bile posesti severno od te avenije skozi stoletja večkrat ločene, je Mailbahn skoraj na severnem robu parka.
Po izgradnji Novega dvora je park dobil okrasni kanal v obliki črke L z dvema otokoma kot novo glavno osjo. Večji od otokov v zavoju kanala je bil sprva osmerokoten in osno simetričen, pod mejnim grofom Karlom Aleksandrom pa je dobil današnjo okroglo obliko in dostop preko mostu. Manjši otok, ki je v osi daljšega kraka, je zdaj znan kot »Labodji otok«; v njegovem središču je grška morska nimfa Tetida.
Wilhelmina je po navdihu Neptunovega vodnjaka svojega brata Friderika II. v potsdamskem Lustgartenu naročila ustrezno skupino figur za vodnjak pri bratih kiparjih Johannu Davidu Räntzu in Lorenzu Wilhelmu Räntzu. Novonastali kanal je bil namenjen predstavitvi figur, ki naj bi predstavljale Neptunovo zmagoslavno procesijo. Ko je oktobra 1758 grofica umrla, je bilo dokončanih 31 od 32 skulptur. Njen mož Friderik ni nadaljeval s projektom; nekatere figure - vključno z Neptunom - so bile pozneje prestavljene v park Fantazijske palače. Predvsem je na dvoriščnem vrtu ostal vodnjak, sredi katerega osamljeno sedi Neptunova žena Amfitrita.
Okrasni kanal poteka pretežno od jugovzhoda proti severozahodu vzporedno z glavno avenijo. Krajši odsek kanala v obliki črke L je mrtev krak proti jugozahodu, ki se je do 1970-ih končal v obliki kljuke. Med njegovo prenovo je tam nastal še tretji otok. Vodo dobiva iz sistema kanalov Tappert in mu je po opustitvi vzporednih krakov enak. Drsanje na kanalu Hofgarten je bilo zelo priljubljeno že v 19. stoletju. Tam sta pozimi drsala tudi Richard Wagner in Franz Liszt. Kanal obdajata dva ožja drevoreda. Med kanalom in drevoredi ter pred Italijansko stavbo so bili bosketi.
Konec 18. stoletja so park po navodilih mejnega grofa Karla Aleksandra preuredili v angleški park s prostimi zasaditvami. Baročne vrtne elemente, ki so zahtevali posebno skrb, so odstranili in nekatere poti zavili. Leta 1795 so v čast kraljice Luise na južnem robu s Sončevim templjem zgradili majhen okrogel tempelj, tako imenovani Monopteros. 12. junija istega leta zvečer je bil za kraljevi par v Hofgartnu velik skupnostni festival, kjer so bili vsi dobrodošli s prostim vstopom. 6000 svetilk je osvetlilo park in sprožil se je velik ognjemet.
Hofgarten je za javnost odprt od leta 1790. Park trenutno obsega okoli 13 ha. Obnovljen je bil del baročne vrtne zasnove, predvsem okrog gradu. Skulpture v parku so kopije, originali pa so na ogled v oranžeriji, zaščiteni pred vremenskimi vplivi.
Edini sosed Mailbahna, Nemški prostozidarski muzej, ki je bil odprt leta 1902 in ima naslov Im Hofgarten 1, je dostopen samo iz Hofgartna.
- Amfitritni vodnjak v osi okrasnega kanala
- Pogled z Nove palače na igrišče z žogo v Hofgartnu
- Okrasni kanal, ki ga napaja Tappert z »Labodjim otokom«, sredi katerega je nimfa Tetida
- Galateja (kopija izvirnika, shranjena v Oranžeriji)
- Oranžerija z originalnimi skulpturami
- Hofgarten jeseni
- Glavni kanal z velikim otokom v ozadju
- Sončev tempelj (Monopteros)
- Otroški vrt, v ozadju nemški prostozidarski muzej